# Diabrotica dysoni
Diabrotica dysoni là một loài bọ cánh cứng trong họ Chrysomelidae. Loài này được Baly miêu tả khoa học năm 1886.